# ميدالية ماكس دلبروك
ميدالية ماكس دلبروك (بالألمانية: Max-Delbrück-Medaille) هي ميدالية سنوية يمنحها مركز ماكس دلبروك للطب الجزيئي (بالألمانية: Max-Delbrück-Centrum für Molekulare Medizin). سُميت بهذا الاسم نسبة إلى عالم الفيزياء الحيوية الألماني ماكس دلبروك.
تُمنح الميدالية سنويًا منذ سنة 1992 لأحد العلماء البارزيم في الاحتفال بمحاضرة برلين للطب الجزيئي، التي ينظمها مركز ماكس دلبروك للطب الجزيئي بالاشتراك مع معاهد برلين البحثية وشركة باير هيلثكير. وقد جرت العادة على أن يُلقي الفائز بالميدالية محاضرة بعد تسلمه للميدالية.

## حائزو الميدالية
- 2013: إرفنغ فايسمان: من مدرسة طب جامعة ستانفورد.[1]
- 2012: حُجبت.
- 2011: هانس شولر: من معهد ماكس بلانك للطب الحيوي الجزيئي، مونستر، ألمانيا.[2]
- 2010: سوزان ليندكويست، من معهد وايتهد للأبحاث الطبية الحيوية، كامبردج، ماساتشوستس، الولايات المتحدة الأمريكية.[3]
- 2009: كلاوس راييفسكي، من مدرسة طب هارفارد، الولايات المتحدة الأمريكية.
- 2008: ويليام بول، من المعهد الوطني للأرجية والأمراض المعدية، الولايات المتحدة الأمريكية.
- 2007: توماس توشل، من جامعة روكفلر، الولايات المتحدة الأمريكية.[4]
- 2006: رودولف يانش، من معهد وايتهد ومعهد ماساتشوستس للتكنولوجيا في كامبريدج، الولايات المتحدة الأمريكية.
- 2005: توم رابوبورت، من مدرسة طب هارفارد، بوسطن، الولايات المتحدة الأمريكية.
- 2004: فيكتور دزاو، من جامعة ديوك، درم، الولايات المتحدة الأمريكية.
- 2003: رونالد ماكاي، من المعهد القومي للاضطرابات العصبية والسكتة المخية، بيثيسدا، الولايات المتحدة الأمريكية.
- 2002: روجر تسيان، من معهد هوارد هيوز الطبي وجامعة كاليفورنيا في سان دييغو.[5]
- 2001: إريك لاندر، معهد وايتهد، كامبريدج، الولايات المتحدة.
- 2000: جون ستايتس، جامعة ييل، نيو هافن، الولايات المتحدة.
- 1999: بول برغ، جامعة ستانفورد، الولايات المتحدة.
- 1998: سفانتي بيبو، معهد ماكس بلانك لعلم الإنسان التطوري، لايبتزغ، ألمانيا.
- 1997: شارل فايسمان، جامعة زيورخ.
- 1996: روبرت فاينبرغ، معهد وايتهد، كامبريدج، الولايات المتحدة الأمريكية.
- 1995: جان-بيير شانجو، معهد باستير، باريس.
- 1994: سيدني برينر، جامعة كامبريدج، إنجلترا.
- 1993: حُجبت.
- 1992: غونتر بلوبل، جامعة روكفلر، نيويورك، الولايات المتحدة الأمريكية.